# Temple de Mercure (La Chapelle-du-Mont-du-Chat)
Cet article court présente un sujet plus développé dans : Col du Chat.
Le temple de Mercure de La Chapelle-du-Mont-du-Chat est une ruine gallo-romaine, encore visible au début du XIXe siècle et aujourd'hui disparue, située au col du Chat. La nature de cet édifice disparu fait débat : il est possible que ce soit un temple à Mercure (ou à Mercure et Mars) ou un relais d'étape sur la route du col.